# Лубно (Свентокшиське воєводство)
Лубно (пол. Łubno) — село в Польщі, у гміні Пекошув Келецького повіту Свентокшиського воєводства.
Населення — 298 осіб (2011).
У 1975-1998 роках село належало до Келецького воєводства.

## Демографія
Демографічна структура на день 31 березня 2011 року:
|          | Загалом | Допрацездатний вік | Працездатний вік | Постпрацездатний вік |
| -------- | ------- | ------------------ | ---------------- | -------------------- |
| Чоловіки | 147     | 31                 | 108              | 8                    |
| Жінки    | 151     | 33                 | 88               | 30                   |
| Разом    | 298     | 64                 | 196              | 38                   |